# Eternalisme
L'eternalisme és la concepció filosòfica que argumenta que s'han de tractar igual el present, el passat i el futur, ja que totes les divisions dels temps són arbitràries. S'oposa al presentisme, que considera que només es pot verificar l'existència del present, i es relaciona amb el concepte de l'espaitemps.
Quan hom es refereix a cert esdeveniment com a futur, sempre és respecte a un punt de vista, ja que el mateix esdeveniment serà passat o anterior a un altre si es canvia el punt de referència i, per tant, les nocions tradicionals són poc fiables, ja que no defineixen moments sinó solament perspectives, depenen de l'observador i no de la realitat exterior del temps. Per tant, es poden usar aquests conceptes, però acceptant que són subjectius i que no tenen realitat ontològica.
Les implicacions ètiques de l'eternalisme es relacionen amb el determinisme, si no es pot modificar el futur perquè aquest no és un estat real, sinó solament quelcom que ja ha passat per a un altre observador o punt de referència, el lliure albir és impossible, una simple il·lusió subjectiva com el pas del temps. En aquest sentit, hi ha una forta connexió amb dilema del canvi dels presocràtics, ja que els eternalistes recullen la idea de Parmènides d'Elea que tot canvi de l'ésser és pura aparença. Una altra influència és la teoria de la relativitat, que introdueix el concepte de punt de referència com a clau per a explicar els fenòmens físics. Seguint aquesta concepció, el viatge en el temps implica únicament modificar aquest punt de referència. Altres influències es poden rastrejar en les religions orientals que neguen la fletxa del temps.
Alguns corrents de la teologia contemporània han recollit les tesis eternalistes, afegint les concepcions físiques a la noció d'eternitat associada a Déu des de l'edat mitjana. Per a ells, la percepció del temps eternalista, amb tots els estats simultanis, és la visió que té la divinitat, que per definició està fora de l'espaitemps i, per tant, pot observar-lo com si totes les seves divisions transcorreguessin alhora, és a dir, prescindint del punt de referència que té l'ésser humà en tant que criatura sotmesa al temps.
La literatura ha utilitzat aquesta noció en les seves obres, fent aparèixer criatures que tenien aquesta visió divina del temps, on present, passat i futur es fonien en un mateix instant. Alguns exemples destacats serien Escorxador Cinc, de Kurt Vonnegut o el còmic Watchmen, d'Alan Moore. No s'ha de confondre aquesta visió amb la possibilitat d'avançar-se al futur (profecia) o de poder estar en diversos punts de l'espai en un mateix present (ubiqüitat), ambdós temes a bastament tractats també a la ficció.